# Albucilla
Albucilla († 37 n. Chr.) war eine in der frühen Kaiserzeit lebende römische Adlige.
Albucilla war die Gemahlin des Satrius Secundus, eines Klienten des einflussreichen Prätorianerpräfekten Seianus. Sie soll zahlreiche außereheliche Liebschaften unterhalten haben. Wegen Ehebruchs und  ehrfurchtslosem Betragen gegenüber dem Kaiser Tiberius wurde ihr in dessen letztem  Regierungsjahr (37 n. Chr.) der Prozess gemacht, den der Prätorianerpräfekt Macro angestrengt hatte. In dieses Gerichtsverfahren wurden auch drei Senatoren, Gnaeus Domitius Ahenobarbus, Gaius Vibius Marsus und Lucius Arruntius, sowie mehrere weniger angesehene Personen als vermeintliche Mitschuldige verwickelt. Albucilla versuchte sich zunächst vergeblich selbst zu töten, wurde dann in den Kerker geworfen und starb dort. Arruntius verübte Selbstmord; die anderen Angeklagten rettete der bald darauf erfolgte Tod des Princeps.